# Matt Barber
Matt Barber (n. 26 de marzo de 1983) es un actor británico de cine, televisión y teatro.

## Biografía
Matt Barber nació el 26 de marzo de 1983 en Hammersmith, Inglaterra. Creció en Hampshire donde tiempo después asistiría a la Catedral de Winchester como corista.
Barber estudió Arte y cultura clásica y Filosofía en la Universidad de Durham. Estudió también en el Bristol Old Vic Theatre School graduándose en 2007.

## Carrera

### Cine
| Año  | Película                | Personaje | Director       | Notas        |
| ---- | ----------------------- | --------- | -------------- | ------------ |
| 2009 | Vivaldi, the Red Priest | Francois  | Liana Marabini |              |
| 2009 | The Alchemist Suitcase  | Joven     | Jo Stephenson  | cortometraje |